# AfreecaTV StarCraft League

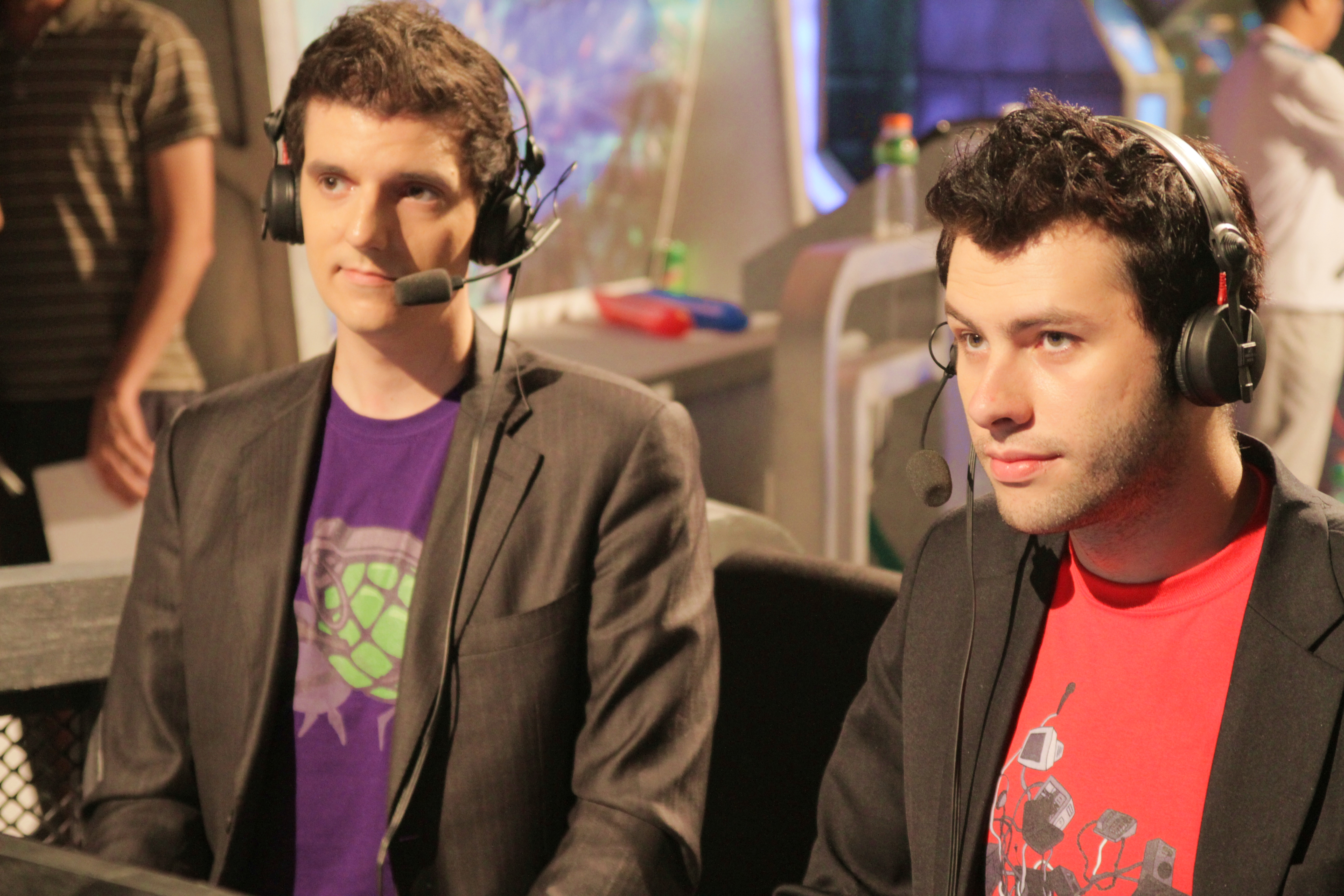
"Artosis" y "Tasteless", casters en inglés.

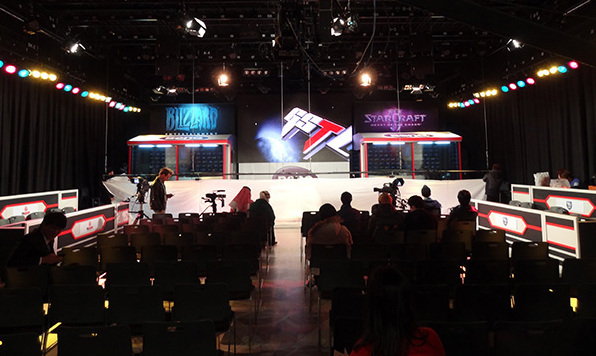
FreecUP Studio donde se realiza el AfreecaTV StarCraft League.

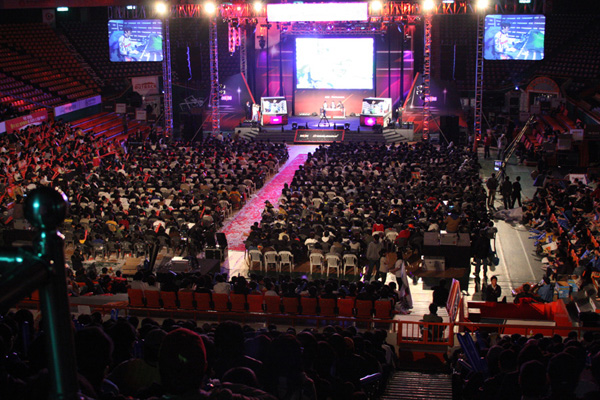
La final de cada temporada se disputan en estadios, con capacidad mayor al FreecUP Studio.

La aSL o AfreecaTV StarCraft League Remastered (en hangul, 아프리카TV 스타리그) (en español Liga AfreecaTV de StarCraft Remastered) es una serie de torneos fuera de línea de StarCraft: Remastered, organizada por afreecaTV en Corea del Sur. Comenzó su primera temporada en junio de 2016 y usó StarCraft: Brood War para sus primeras dos temporadas antes del lanzamiento del StarCraft: Remastered. Se emite regularmente en coreano e inglés en su plataforma de transmisión propia, así como en YouTube. Los principales casters en inglés para el evento son Dan Stemkoski "Artosis" y Nicolas Plott "Tasteless". Actualmente se disputa junto al Korea StarCraft League (KSL) de Blizzard Entertainment, las dos ligas coreanas de primer nivel para StarCraft: Remastered.

## Antecedentes
La OnGameNet Starleague (OSL) y la MBCGame StarCraft League (MSL) eran las "Dos Grandes Ligas" de StarCraft en Corea del Sur, pero con el nacimiento de nuevos deportes electrónicos, la liga de StarCraft entró en crisis. Finalmente en junio de 2011 la MSL fue abolida, y en agosto de 2012 la Starleague se convirtió a StarCraft II.
Desde entonces, la Starleague 1 fue un éxito con la SonicTV BJ Starleague (SSL), pero esta se cerró en septiembre de 2015 debido a dificultades de gestión de Sbenu, su patrocinador.
Desde principios de 2014 la compañía Condu había estado constantemente involucrada en la Starleague 1, y realizó ligas estelares como la VANT36.5 National Starleague en octubre de 2015, para luego en 2016 asociarse con AfreecaTV para revitalizar el negocio de deportes electrónicos, naciendo la AfreecaTV Star League" (aSL), quedando esta como la liga nacional oficial de StarCraft.

## Desarrollo

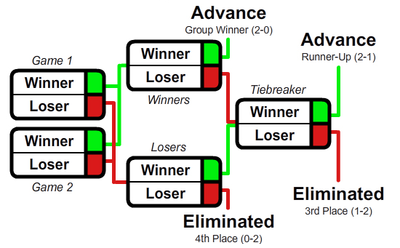
El formato ocupado para la etapa de grupo es el de doble eliminación.

La afreecaTV StarCraft League se lleva a cabo durante nueve semanas en el FreecUP Studio (en hangul, 프릭업 스튜디오) (anteriormente operado por GOMeXP) en Gangnam-gu, Seúl, todos los domingos y martes.
Veinticuatro atletas clasificados en las rondas preliminares en Seúl, Busan y Jeonju participan en la competencia.
Los cuatro primeros lugares de la temporada anterior, entrarán automáticamente en la próxima temporada.
A fines de septiembre de 2017, la liga cambió para su temporada 4 a StarCraft Remastered, convirtiéndose en la primera liga oficial para este nuevo juego, con lo que elevó el premio total a 100 millones de won.

## Resultados
Resultados de la VANT36.5 National Starleague, cuando fue coorganizada por Kongdoo y transmitida en HungryApp. Y luego las aSL con la organización de afreecaTV.
| Año  | Nombre de Torneo             | Fecha                                          | Premios    | Ganador                | Subcampeón | Tercer puesto |
| ---- | ---------------------------- | ---------------------------------------------- | ---------- | ---------------------- | ---------- | ------------- |
| 2015 | VANT36.5 National Starleague | 28 de octubre de 2015 al 16 de enero de 2016   | US$ 31 207 | EffOrt Kim Jung Woo    | Bisu       | Sharp         |
| 2016 | aSL season 1                 | 25 de junio al 10 de septiembre de 2016        | US$ 21 736 | Shuttle Kim Yoon Joong | Sharp      | Sea Last      |
| 2016 | aSL season 2                 | 26 de noviembre de 2016 al 22 de enero de 2017 | US$ 35 875 | Flash Lee Young Ho     | Sea        | Best Jaedong  |
| 2017 | aSL season 3                 | 11 de abril al 4 de junio de 2017              | US$ 32 228 | Flash Lee Young Ho     | Shine      | Bisu          |
| 2017 | aSL season 4                 | 10 de septiembre al 12 de noviembre de 2017    | US$ 89 340 | Flash Lee Young Ho     | hero       | Bisu          |
| 2018 | aSL season 5                 | 11 de marzo al 27 de mayo de 2018              | US$ 54 317 | Rain Jung Yoon Jong    | Snow       | hero          |
| 2018 | aSL season 6                 | 2 de septiembre al 28 de octubre de 2018       | US$ 69 914 | Effort Kim Jung Woo    | Flash      | Last          |
| 2019 | aSL season 7                 | 13 de enero al 17 de marzo de 2019             | US$ 70 419 | Last Kim Sung Hyun     | Mini       | EffOrt        |
| 2019 | aSL season 8                 | 30 de junio al 1 de septiembre de 2019         | US$ 66 222 | Flash Lee Young Ho     | Snow       | Rain          |
| 2020 | aSL season 9                 | 16 de febrero al 26 de abril de 2020           | US$ 67 570 | ZerO Kim Myung Woon    | Light      | Flash         |
| 2020 | aSL season 10                | 6 de septiembre al 15 de noviembre de 2020     | US$ 67 393 | ZerO Kim Myung Woon    | Soma       | Flash         |
| 2021 | aSL season 11                | 28 de marzo al 6 de junio de 2021              | UD$ 70 765 | Larva Lim Hong Gyu     | mini       | hero          |
| 2021 | aSL season 12                | 28 de Agosto al 7 de noviembre de 2021         | UD$ 67 711 | Mini Byun Hyunje       | Rush       | hero          |
| 2022 | aSL season 13                | 8 de Febrero al 9 de abril de 2022             | UD$ 65 085 | Light Lee Jaeho        | Rain       | Bisu          |
| 2022 | aSL season 14                | 9 de Agosto al 9 de octubre de 2022            | UD$ 56 458 | Royal Kim Jisung       | Rush       | Soulkey       |
| 2023 | aSL season 15                | 28 de Febrero al 28 de abril de 2023           | UD$ 58 289 | Jyj Jung Young Jae     | Mind       | Best Hero     |
| 2023 | aSL season 16                | 14 de Agosto al 15 de octubre de 2023          | UD$ 57 840 | Soulkey Kim Min Chul   | Mini       | Rush Effort   |
| 2024 | aSL season 17                | 26 de Febrero al 27 de abril de 2024           | UD$ 58 318 | Soul Key               | Sharp      |               |
| Año  | Nombre de Torneo             | Fecha                                          | Premios    | Ganador                | Subcampeón | Tercer puesto |

## VANT36.5 National Starleague

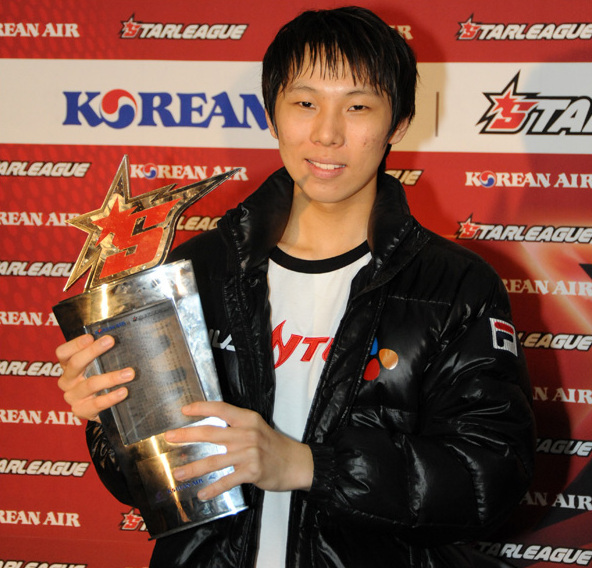
Kim Jung-Woo "EffOrt" campeón de la VANT36.5 National Starleague.

El VANT36.5 National Starleague o KSL2 (VANT36.5 대국민 스타리그) fue un torneo fuera de línea transmitido en vivo por AfreecaTV. VANT36.5, que se especializa en cosméticos, patrocinó el evento, organizado por Kongdoo y KJCOMMS, un vendedor en línea.
Se anunció el 21 de septiembre de 2014 y las preliminares se disputaron en Seúl y Busan los días 17 y 18 de octubre de 2015, respectivamente, donde se seleccionaron 32 finalistas de un total de 512 jugadores. Las rondas preliminares se juegan sin distinción entre exjugadores y aficionados. Los mapa utilizados fueron Circuit Breaker, Fighting Spirit, Match Point, Gladiator y Arcadia 2
Los progamers clasificados para el evento principal en el FreecUP Studio, fueron los surcoreanos:

 Bisu, Movie, free, Olympus, Britney, Ever)P(NaBi (정윤성), GuemChi, Shuttle, Pure, Jaehoon

 Sharp, sSak, PianO, Last, Sea, Mong, Mind, Leta, Rush, Shinee, Major, HiyA

 hero, Larva, ZeLoT, ZerO, July, Bale, Kwanro, EffOrt, Jeco (심대성) y By.Spire.
La ronda de 32 grupos se anunció el 23 de octubre de 2015, donde los jugadores fueron repartidos en ocho grupos de cuatro competidores cada uno, con doble eliminación al mejor de uno. Los dos mejores de cada grupo avanzaron a la ronda grupal de 16, disputándose cuatro grupos de cuatro integrantes cada uno con sistema de todos contra todos al mejor de uno. De estos grupos avanzaron los dos mejores a los cuartos de final con eliminación directa al mejor de cinco.
|  | Cuartos de final | Cuartos de final |             |   | Semifinales            | Semifinales            |  |  | Final | Final |
|  |                  |                  |             |   |                        |                        |  |  |       |       |
|  | 31 de diciembre  |                  |             |   |                        |                        |  |  |       |       |
|  |                  |                  |             |   |                        |                        |  |  |       |       |
|  | Bisu             | 3                |             |   |                        |                        |  |  |       |       |
|  | Bisu             | 3                | 14 de enero |   |                        |                        |  |  |       |       |
|  | Last             | 0                |             |   |                        |                        |  |  |       |       |
|  | Last             | 0                | Bisu        | 3 |                        |                        |  |  |       |       |
|  | 4 de enero       |                  | Bisu        | 3 |                        |                        |  |  |       |       |
|  |                  | Sharp            | 1           |   |                        |                        |  |  |       |       |
|  | Sharp            | Sharp            | 1           | 3 |                        |                        |  |  |       |       |
|  | Sharp            |                  | 23 de enero | 3 |                        |                        |  |  |       |       |
|  | Mind             | 1                |             |   |                        |                        |  |  |       |       |
|  | Mind             | 1                | EffOrt      | 3 |                        |                        |  |  |       |       |
|  | 7 de enero       |                  | EffOrt      | 3 |                        |                        |  |  |       |       |
|  |                  | Bisu             | 1           |   |                        |                        |  |  |       |       |
|  | ZerO             | Bisu             | 1           | 3 |                        |                        |  |  |       |       |
|  | ZerO             | 18 de enero      |             | 3 |                        |                        |  |  |       |       |
|  | free             | 1                |             |   |                        |                        |  |  |       |       |
|  | free             | 1                | ZerO        | 1 |                        |                        |  |  |       |       |
|  | 11 de enero      |                  | ZerO        | 1 |                        |                        |  |  |       |       |
|  |                  | EffOrt           | 3           |   | Tercer y cuarto puesto | Tercer y cuarto puesto |  |  |       |       |
|  | GuemChi          | EffOrt           | 3           | 1 | Tercer y cuarto puesto | Tercer y cuarto puesto |  |  |       |       |
|  | GuemChi          |                  | 21 de enero | 1 |                        |                        |  |  |       |       |
|  | EffOrt           | 3                |             |   |                        |                        |  |  |       |       |
|  | EffOrt           | 3                | Sharp       | 3 |                        |                        |  |  |       |       |
|  |                  |                  |             |   |                        |                        |  |  |       |       |
|  | ZerO             | 0                |             |   |                        |                        |  |  |       |       |
|  | ZerO             | 0                |             |   |                        |                        |  |  |       |       |

La final se llevó a cabo en el FreecUP Studio en Seúl. Resultando campeón el surcoreano Kim Jung Woo "EffOrt", quien recibió ₩ 30 000 000 (USD 27 000), de un total de ₩ 38 000 000 (USD 31 207) a repartir, uno de los más altos en la era posterior a KeSPA.

## aSL season 1

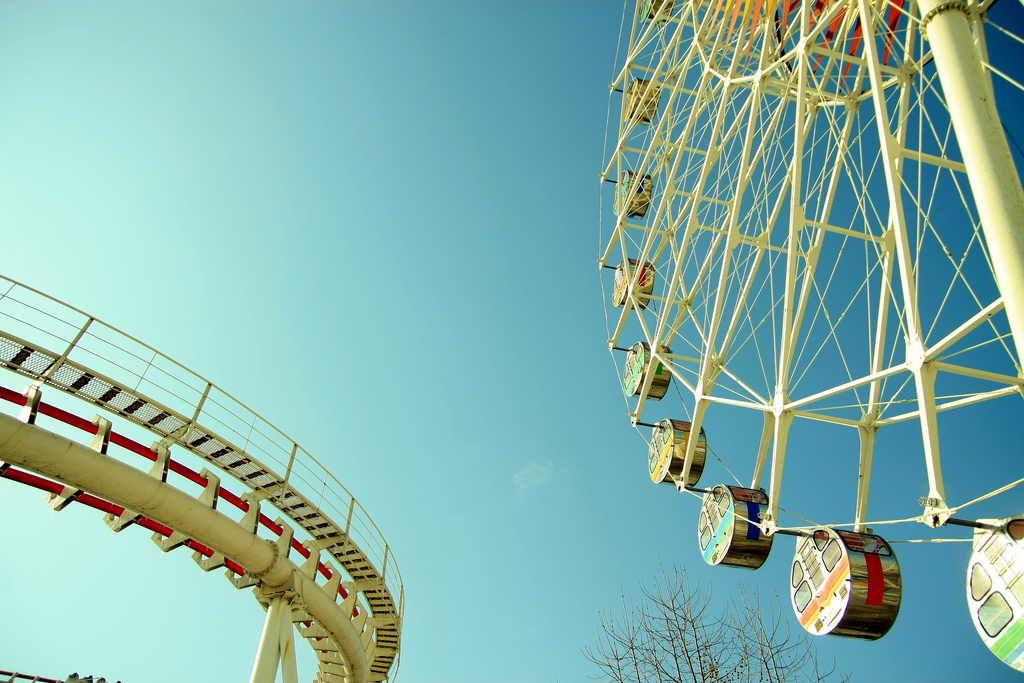
Children's Grand Park en Seúl, donde se disputó la final de la aSL season 1, 3 y 8.

La temporada 1 del AfreecaTV Starcraft League (아프리카TV 스타리그), fue un torneo fuera de línea transmitido en vivo por AfreecaTV, organizado por Kongdoo y AfreecaTV. Se anunció el 15 de junio de 2016 con dos clasificatorios abiertos fuera de línea programados para Seúl y Busan los días 25 y 26 de junio de 2016, respectivamente. Se disputó en los mapas Circuit Breaker, Fighting Spirit, Taebaek Mountains y Overwatch aSL.
Los progamers clasificados para el evento principal en el FreecUP Studio, fueron los surcoreanos:

 Shuttle, BeSt, Jaehoon, free

 Sharp, sSak, Last, Sea, Mong, Mind, PianO, Flash

 EffOrt, Larva, ZerO y hero.
La selección de grupos fue el 10 de julio  de 2016, donde los jugadores fueron distribuidos en cuatro grupos de cuatro competidores cada uno, con sistema de todos contra todos al mejor de uno. De estos grupos avanzaron los dos mejores a los cuartos de final con eliminación directa al mejor de cinco.
|  | Cuartos de final | Cuartos de final |                  |   | Semifinales | Semifinales |  |  | Final | Final |
|  |                  |                  |                  |   |             |             |  |  |       |       |
|  | 14 de agosto     |                  |                  |   |             |             |  |  |       |       |
|  |                  |                  |                  |   |             |             |  |  |       |       |
|  | sSak1            | 1                |                  |   |             |             |  |  |       |       |
|  | sSak1            | 1                | 28 de agosto     |   |             |             |  |  |       |       |
|  | Sharp            | 3                |                  |   |             |             |  |  |       |       |
|  | Sharp            | 3                | Sharp            | 3 |             |             |  |  |       |       |
|  | 16 de agosto     |                  | Sharp            | 3 |             |             |  |  |       |       |
|  |                  | Sea              | 2                |   |             |             |  |  |       |       |
|  | Sea              | Sea              | 2                | 3 |             |             |  |  |       |       |
|  | Sea              |                  | 10 de septiembre | 3 |             |             |  |  |       |       |
|  | hero             | 2                |                  |   |             |             |  |  |       |       |
|  | hero             | 2                | Shuttle          | 3 |             |             |  |  |       |       |
|  | 21 de agosto     |                  | Shuttle          | 3 |             |             |  |  |       |       |
|  |                  | Sharp            | 0                |   |             |             |  |  |       |       |
|  | Shuttle          | Sharp            | 0                | 3 |             |             |  |  |       |       |
|  | Shuttle          | 29 de agosto     |                  | 3 |             |             |  |  |       |       |
|  | Jaehoon          | 1                |                  |   |             |             |  |  |       |       |
|  | Jaehoon          | 1                | Shuttle          | 3 |             |             |  |  |       |       |
|  | 22 de agosto     |                  | Shuttle          | 3 |             |             |  |  |       |       |
|  |                  | Last             | 1                |   |             |             |  |  |       |       |
|  | Last             | Last             | 1                | 3 |             |             |  |  |       |       |
|  | Last             |                  |                  | 3 |             |             |  |  |       |       |
|  | Flash            | 0                |                  |   |             |             |  |  |       |       |
|  | Flash            | 0                |                  |   |             |             |  |  |       |       |

La final se llevó a cabo en la Sala de conciertos al aire libre del Seoul Children's Grand Park en Seúl, junto con las finales de la segunda temporada de la GSL: Code S (StarCraft II). Resultando como campeón el surcoreano Kim Yoon Joong "Shuttle", quien recibió ₩ 15 000 000 (USD 13 500), de un total de ₩ 24 000 000 (USD 21 600) a repartir.

## aSL season 2

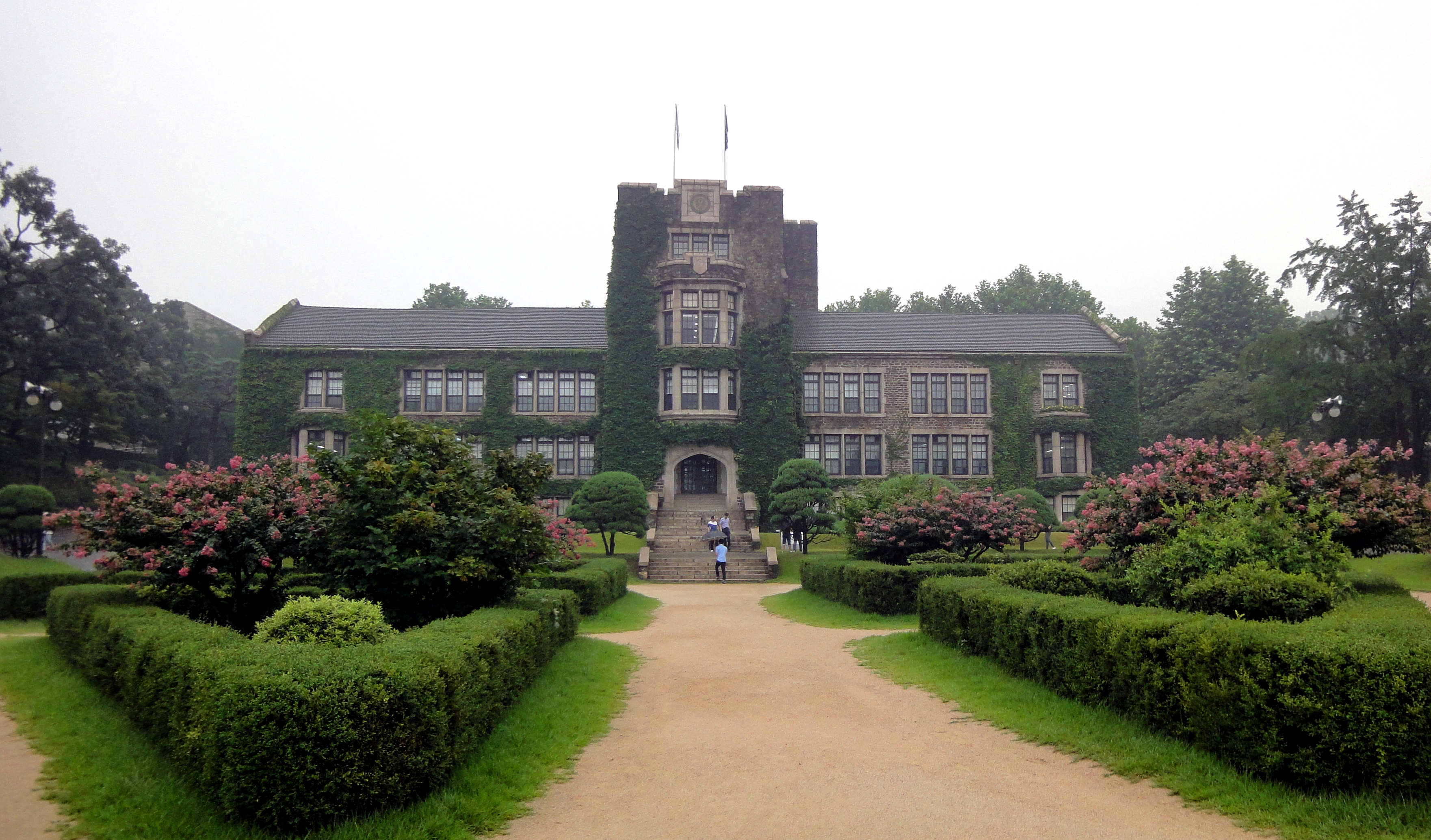
Universidad Yonsei en Seúl. En su auditorio principal se disputó la final de la aSL season 2 y 6.

La temporada 2 del AfreecaTV Starcraft League o 2016 AfreecaTV Starcraft League Season 2 (아프리카TV 스타리그 시즌2), fue un torneo fuera de línea transmitido en vivo por AfreecaTV, organizado por Kongdoo y AfreecaTV. Se anunció el 10 de noviembre de 2016 con dos clasificatorios abiertos fuera de línea programados para Seúl y Busan los días 26 y 27 de noviembre de 2016, respectivamente. Se disputó en los mapas Benzene, Circuit Breaker, Eye of the Storm y Demian.
Los progamers clasificados para el evento principal en el FreecUP Studio, fueron los surcoreanos:

 Shuttle, Stork, free, Bisu, Hint, BeSt, Movie, By.Maru, GuemChi, Rain

 Sharp, Last, Sea, Mind, Mong, Flash, Ample, Iris, Light, Rush

 Larva, EffOrt, Soulkey, Force(Name), Jaedong, MIsO, Terror y hero.
La ronda grupal de 24 comenzó el 4 de diciembre de 2016, donde los jugadores fueron repartidos en seis grupos de cuatro competidores cada uno, con sistema de doble eliminación al mejor de uno. Los dos mejores de cada grupo avanzaron a la ronda grupal de 16, allí a estos 12 jugadores se les unieron los cuatro sembrados de la temporada 1 de Afreeca Starleague, disputándose cuatro grupos de cuatro integrantes cada uno, con sistema de doble eliminación al mejor de uno. De estos grupos avanzaron los dos mejores a los cuartos de final con eliminación directa al mejor de cinco.
|  | Cuartos de final | Cuartos de final |             |   | Semifinales | Semifinales |  |  | Final | Final |
|  |                  |                  |             |   |             |             |  |  |       |       |
|  | 2 de enero       |                  |             |   |             |             |  |  |       |       |
|  |                  |                  |             |   |             |             |  |  |       |       |
|  | Bisu             | 0                |             |   |             |             |  |  |       |       |
|  | Bisu             | 0                | 15 de enero |   |             |             |  |  |       |       |
|  | Sea              | 3                |             |   |             |             |  |  |       |       |
|  | Sea              | 3                | Sea         | 3 |             |             |  |  |       |       |
|  | 3 de enero       |                  | Sea         | 3 |             |             |  |  |       |       |
|  |                  | Best             | 2           |   |             |             |  |  |       |       |
|  | Best             | Best             | 2           | 3 |             |             |  |  |       |       |
|  | Best             |                  | 22 de enero | 3 |             |             |  |  |       |       |
|  | hero             | 1                |             |   |             |             |  |  |       |       |
|  | hero             | 1                | Flash       | 3 |             |             |  |  |       |       |
|  | 8 de enero       |                  | Flash       | 3 |             |             |  |  |       |       |
|  |                  | Sea              | 1           |   |             |             |  |  |       |       |
|  | Flash            | Sea              | 1           | 3 |             |             |  |  |       |       |
|  | Flash            | 17 de enero      |             | 3 |             |             |  |  |       |       |
|  | GuemChi          | 1                |             |   |             |             |  |  |       |       |
|  | GuemChi          | 1                | Flash       | 3 |             |             |  |  |       |       |
|  | 10 de enero      |                  | Flash       | 3 |             |             |  |  |       |       |
|  |                  | Jaedong          | 2           |   |             |             |  |  |       |       |
|  | Stork            | Jaedong          | 2           | 0 |             |             |  |  |       |       |
|  | Stork            |                  |             | 0 |             |             |  |  |       |       |
|  | Jaedong          | 3                |             |   |             |             |  |  |       |       |
|  | Jaedong          | 3                |             |   |             |             |  |  |       |       |

La final se llevó a cabo en el auditorio principal de la Universidad Yonsei en Seúl. Durante la ceremonia de premiación se anunció que los finalistas recibirían USD 2500 adicionales cada uno, cortesía de KT Corporation. Resultando como campeón el surcoreano Lee Young Ho "Flash", quien recibió ₩ 22 500 000 (USD 20 000), de un total de ₩ 40 200 000 (USD 36 200) a repartir.

## aSL season 3

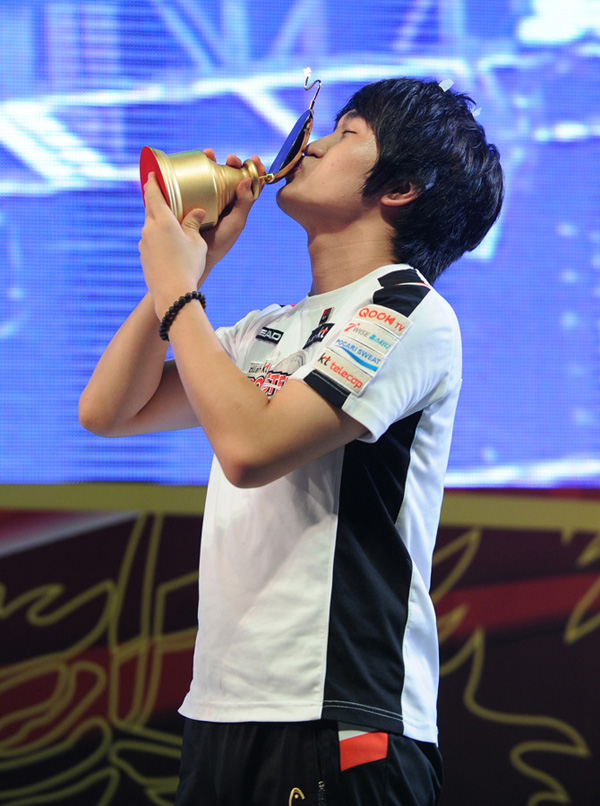
Lee Young Ho "Flash" un miembro del Salón de la Fama, es quien ha ganado más temporadas de la aSL.

La temporada 3 del AfreecaTV Starcraft League o AfreecaTV Starcraft League Season 3 (아프리카TV 스타리그 시즌3), fue un torneo fuera de línea transmitido en vivo por AfreecaTV, organizado por Kongdoo y AfreecaTV. Se anunciaron dos clasificatorios abiertos fuera de línea en Seúl y Busan los días 1 y 2 de abril de 2017, respectivamente. Se disputó en los mapas Circuit Breaker, Blue Storm, Outsider, Camelot y Andromeda.
Los progamers clasificados para el evento principal en el FreecUP Studio, fueron los surcoreanos:

 BeSt, Bisu, Stork, Snow, Rain, GuemChi, Shuttle, Pusan, Movie, Jaehoon, Mini, free, Lazy

 Flash, Sea, Mong, Last, Light, sSak

 Jaedong, EffOrt, ggaemo, hero, Larva, HyuN, Shine, PURPOSE y Soulkey.
La ronda grupal de 24 comenzó el 11 de abril de 2017 y se transmitió todos los domingos y martes a las 19:00 KST. Los jugadores clasificados fueron repartidos en seis grupos de cuatro competidores cada uno, con sistema de doble eliminación al mejor de uno. Los dos mejores de cada grupo avanzaron a la ronda grupal de 16, allí a estos 12 jugadores se les unieron los cuatro sembrados de la temporada 2 de Afreeca Starleague, disputándose cuatro grupos de cuatro integrantes cada uno, con sistema de doble eliminación al mejor de uno. De estos grupos avanzaron los dos mejores a los cuartos de final con eliminación directa al mejor de cinco.
|  | Cuartos de final | Cuartos de final |            |   | Semifinales            | Semifinales            |  |  | Final | Final |
|  |                  |                  |            |   |                        |                        |  |  |       |       |
|  | 14 de mayo       |                  |            |   |                        |                        |  |  |       |       |
|  |                  |                  |            |   |                        |                        |  |  |       |       |
|  | sSak             | 2                |            |   |                        |                        |  |  |       |       |
|  | sSak             | 2                | 27 de mayo |   |                        |                        |  |  |       |       |
|  | Bisu             | 3                |            |   |                        |                        |  |  |       |       |
|  | Bisu             | 3                | Bisu       | 1 |                        |                        |  |  |       |       |
|  | 16 de mayo       |                  | Bisu       | 1 |                        |                        |  |  |       |       |
|  |                  | Shine            | 3          |   |                        |                        |  |  |       |       |
|  | Mong             | Shine            | 3          | 1 |                        |                        |  |  |       |       |
|  | Mong             |                  | 4 de junio | 1 |                        |                        |  |  |       |       |
|  | Shine            | 3                |            |   |                        |                        |  |  |       |       |
|  | Shine            | 3                | Flash      | 3 |                        |                        |  |  |       |       |
|  | 21 de mayo       |                  | Flash      | 3 |                        |                        |  |  |       |       |
|  |                  | Shine            | 0          |   |                        |                        |  |  |       |       |
|  | Soulkey          | Shine            | 0          | 3 |                        |                        |  |  |       |       |
|  | Soulkey          | 28 de mayo       |            | 3 |                        |                        |  |  |       |       |
|  | Best             | 2                |            |   |                        |                        |  |  |       |       |
|  | Best             | 2                | Soulkey    | 2 |                        |                        |  |  |       |       |
|  | 23 de mayo       |                  | Soulkey    | 2 |                        |                        |  |  |       |       |
|  |                  | Flash            | 3          |   | Tercer y cuarto puesto | Tercer y cuarto puesto |  |  |       |       |
|  | Flash            | Flash            | 3          | 3 | Tercer y cuarto puesto | Tercer y cuarto puesto |  |  |       |       |
|  | Flash            |                  | 30 de mayo | 3 |                        |                        |  |  |       |       |
|  | Last             | 0                |            |   |                        |                        |  |  |       |       |
|  | Last             | 0                | Bisu       | 3 |                        |                        |  |  |       |       |
|  |                  |                  |            |   |                        |                        |  |  |       |       |
|  | Soulkey          | 1                |            |   |                        |                        |  |  |       |       |
|  | Soulkey          | 1                |            |   |                        |                        |  |  |       |       |

La final se llevó a cabo en la Sala de conciertos al aire libre del Seoul Children's Grand Park en Seúl. Resultando bicampeón el surcoreano Lee Young Ho "Flash", quien recibió ₩ 20 000 000 (USD 18 000), de un total de ₩ 36 200 000 (USD 32 420) a repartir.

## aSL season 4

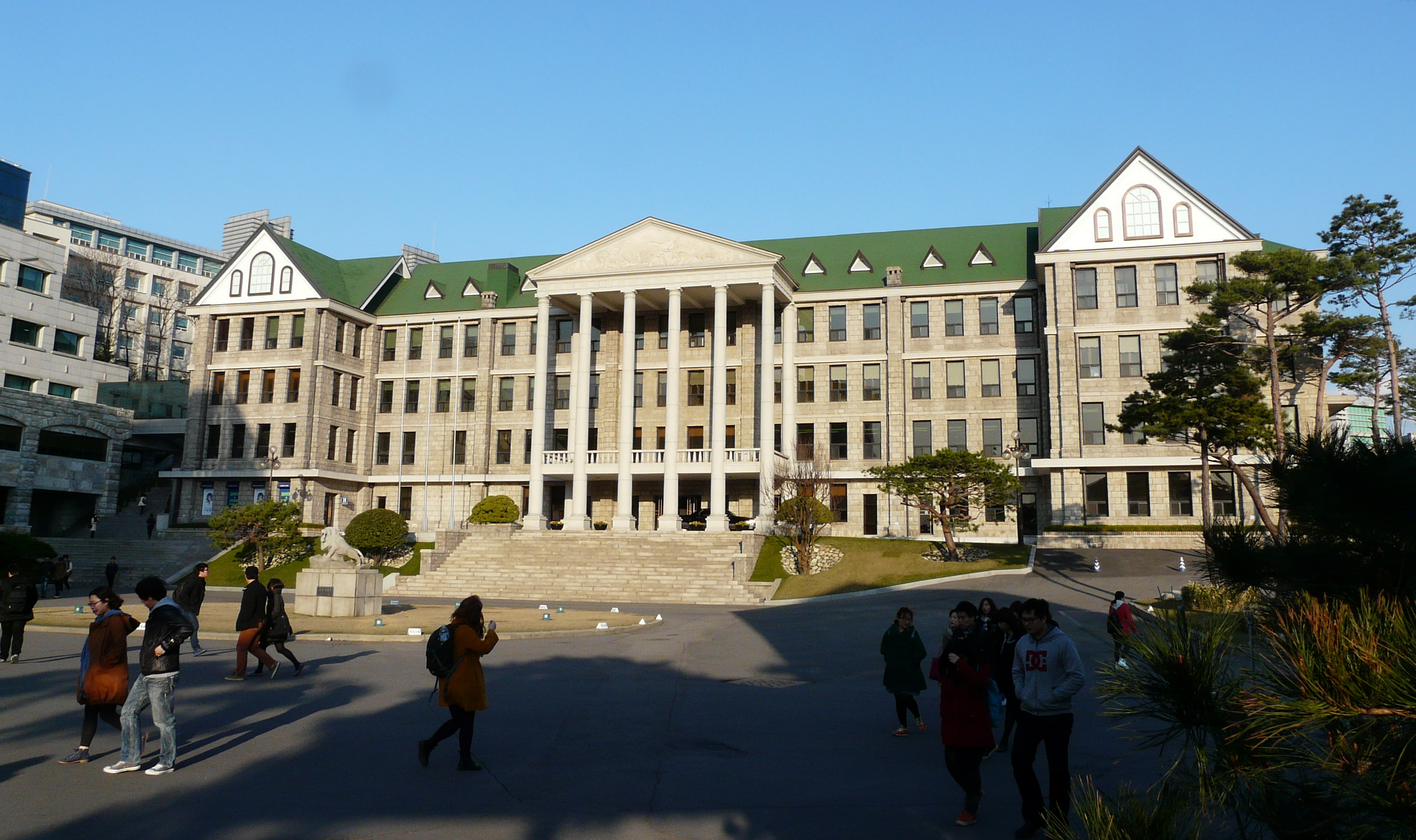
Universidad Hanyang en Seúl. En su gimnasio se disputó la final de la aSL season 4.

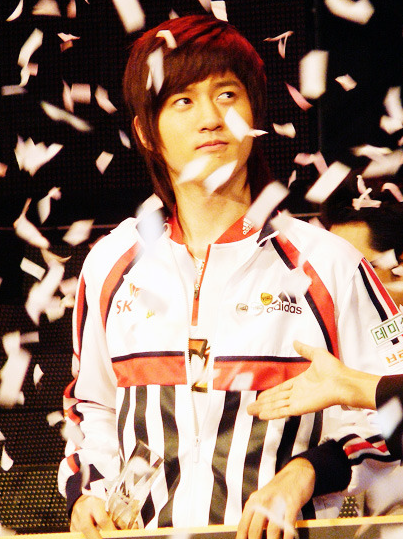
"Bisu" un miembro del Salón de la Fama no pudo lograr títulos de aSL antes de ir dos años a su Servicio militar obligatorio, quedando con un subcampeonato y dos terceros lugares.

La temporada 4 del AfreecaTV Starcraft League o AfreecaTV Starcraft League Season 4 (아프리카TV 스타리그 시즌4), fue un torneo fuera de línea transmitido en vivo por AfreecaTV, organizado por Kongdoo y AfreecaTV. Se programaron tres clasificatorios abiertos fuera de línea en Seúl, Daegu y Busan los días 2, 3 y 4 de septiembre de 2017, respectivamente. Se disputó en los mapas Tau Cross, Fighting Spirit, Gladiator, Gold Rush y Crossing Field.
Los progamers clasificados para el evento principal en el FreecUP Studio, fueron los surcoreanos:

 Bisu, Mini, BeSt, Shuttle, Rain, Stork, Lazy, Sky, Snow

 Flash, Last, Light, sSak, Ample, Sharp, Mong, Mind, Rush, HiyA, firebathero

 Shine, Soulkey, hero, Jaedong, EffOrt, Larva y MIsO.
La ronda grupal de 24 comenzó el 10 de septiembre de 2017, donde los jugadores fueron repartidos en seis grupos de cuatro competidores cada uno, con sistema de doble eliminación al mejor de uno. Los dos mejores de cada grupo avanzaron a la ronda grupal de 16, allí a estos 12 jugadores se les unieron los cuatro sembrados de la temporada 3, disputándose cuatro grupos de cuatro integrantes cada uno, con sistema de doble eliminación al mejor de uno. De estos grupos avanzaron los dos mejores a los cuartos de final con eliminación directa al mejor de cinco.
|  | Cuartos de final | Cuartos de final |                 |   | Semifinales            | Semifinales            |  |  | Final | Final |
|  |                  |                  |                 |   |                        |                        |  |  |       |       |
|  | 15 de octubre    |                  |                 |   |                        |                        |  |  |       |       |
|  |                  |                  |                 |   |                        |                        |  |  |       |       |
|  | Larva            | 3                |                 |   |                        |                        |  |  |       |       |
|  | Larva            | 3                | 29 de octubre   |   |                        |                        |  |  |       |       |
|  | Rain             | 1                |                 |   |                        |                        |  |  |       |       |
|  | Rain             | 1                | Larva           | 2 |                        |                        |  |  |       |       |
|  | 17 de octubre    |                  | Larva           | 2 |                        |                        |  |  |       |       |
|  |                  | hero             | 3               |   |                        |                        |  |  |       |       |
|  | Soulkey          | hero             | 3               | 2 |                        |                        |  |  |       |       |
|  | Soulkey          |                  | 12 de noviembre | 2 |                        |                        |  |  |       |       |
|  | Hero             | 3                |                 |   |                        |                        |  |  |       |       |
|  | Hero             | 3                | Flash           | 3 |                        |                        |  |  |       |       |
|  | 22 de octubre    |                  | Flash           | 3 |                        |                        |  |  |       |       |
|  |                  | hero             | 1               |   |                        |                        |  |  |       |       |
|  | Bisu             | hero             | 1               | 3 |                        |                        |  |  |       |       |
|  | Bisu             | 31 de octubre    |                 | 3 |                        |                        |  |  |       |       |
|  | Killer           | 0                |                 |   |                        |                        |  |  |       |       |
|  | Killer           | 0                | Bisu            | 1 |                        |                        |  |  |       |       |
|  | 24 de octubre    |                  | Bisu            | 1 |                        |                        |  |  |       |       |
|  |                  | Flash            | 3               |   | Tercer y cuarto puesto | Tercer y cuarto puesto |  |  |       |       |
|  | Flash            | Flash            | 3               | 3 | Tercer y cuarto puesto | Tercer y cuarto puesto |  |  |       |       |
|  | Flash            |                  | 7 de noviembre  | 3 |                        |                        |  |  |       |       |
|  | Mind             | 0                |                 |   |                        |                        |  |  |       |       |
|  | Mind             | 0                | Bisu            | 3 |                        |                        |  |  |       |       |
|  |                  |                  |                 |   |                        |                        |  |  |       |       |
|  | Larva            | 1                |                 |   |                        |                        |  |  |       |       |
|  | Larva            | 1                |                 |   |                        |                        |  |  |       |       |

La final se llevó a cabo en el Gimnasio de la Universidad de Hanyang en Seúl. Resultando tricampeón el surcoreano Lee Young Ho "Flash", quien recibió ₩ 60 000 000 (USD 52 650), de un total de ₩ 100 000 000 (USD 87 650) a repartir.

## aSL season 5

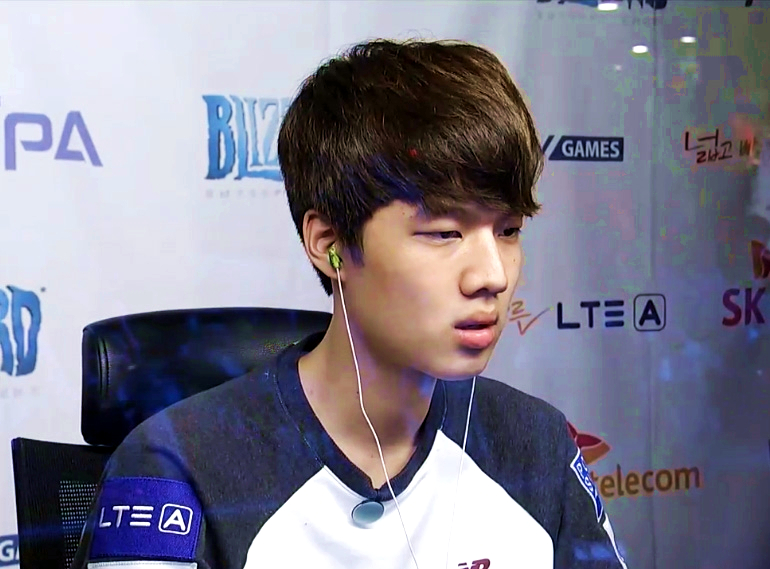
Jung Yoon-jong "Rain" campeón de la aSL season 5.

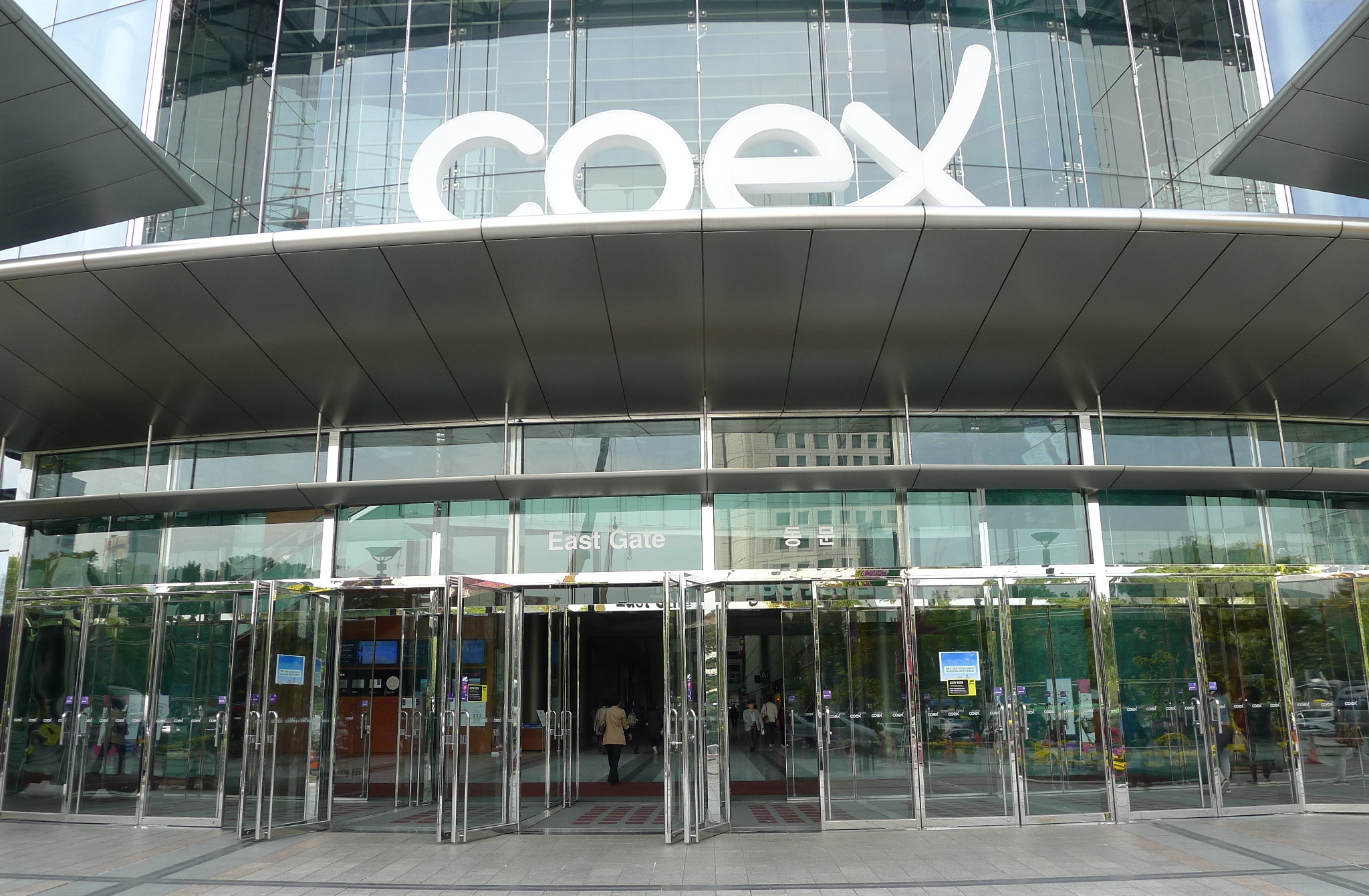
COEX Convention & Exhibition Center en Seúl. En su plaza se disputó la final de la aSL season 5.

La temporada 5 del AfreecaTV Starcraft League o AfreecaTV Starcraft League Season 5 (아프리카TV 스타리그 시즌5), fue un torneo fuera de línea transmitido en vivo por AfreecaTV, organizado por Kongdoo y AfreecaTV. Se programaron tres clasificatorios abiertos fuera de línea en Seúl, Daegu y Gwangju los días 24, 25 y 26 de febrero de 2018, respectivamente. Se disputó en los mapas Sparkle, Transistor, Gladiator y Third World.
Los progamers clasificados para el evento principal en el FreecUP Studio, fueron los surcoreanos:

 Rain, BeSt, Snow, Horang2, Sky, Stork, GuemChi, Shuttle, Mini, Movie, Pusan

 Flash, Rush, Mind, Sea, Light, Last, Mong, Sharp

 hero, Larva, Where, EffOrt, Jaedong, Shine, Soulkey, Calm y Action.
La ronda grupal de 24 comenzó el 11 de marzo de 2018 y se transmitió todos los domingos y martes a las 19:00 KST. Los jugadores clasificados fueron repartidos en seis grupos de cuatro competidores cada uno, con sistema de doble eliminación al mejor de uno. Los dos mejores de cada grupo avanzaron a la ronda grupal de 16, allí a estos 12 jugadores se les unieron los cuatro sembrados de la temporada 4, disputándose cuatro grupos de cuatro integrantes cada uno, con sistema de doble eliminación al mejor de uno. De estos grupos avanzaron los dos mejores a los cuartos de final con eliminación directa al mejor de cinco.
|  | Cuartos de final | Cuartos de final |            |   | Semifinales            | Semifinales            |  |  | Final | Final |
|  |                  |                  |            |   |                        |                        |  |  |       |       |
|  | 22 de abril      |                  |            |   |                        |                        |  |  |       |       |
|  |                  |                  |            |   |                        |                        |  |  |       |       |
|  | Shuttle          | 1                |            |   |                        |                        |  |  |       |       |
|  | Shuttle          | 1                | 6 de mayo  |   |                        |                        |  |  |       |       |
|  | Rain             | 3                |            |   |                        |                        |  |  |       |       |
|  | Rain             | 3                | Rain       | 3 |                        |                        |  |  |       |       |
|  | 24 de abril      |                  | Rain       | 3 |                        |                        |  |  |       |       |
|  |                  | hero             | 1          |   |                        |                        |  |  |       |       |
|  | hero             | hero             | 1          | 3 |                        |                        |  |  |       |       |
|  | hero             |                  | 13 de mayo | 3 |                        |                        |  |  |       |       |
|  | Mind             | 2                |            |   |                        |                        |  |  |       |       |
|  | Mind             | 2                | Rain       | 3 |                        |                        |  |  |       |       |
|  | 29 de abril      |                  | Rain       | 3 |                        |                        |  |  |       |       |
|  |                  | Snow             | 1          |   |                        |                        |  |  |       |       |
|  | Mini             | Snow             | 1          | 3 |                        |                        |  |  |       |       |
|  | Mini             | 10 de mayo       |            | 3 |                        |                        |  |  |       |       |
|  | Larva            | 0                |            |   |                        |                        |  |  |       |       |
|  | Larva            | 0                | Mini       | 1 |                        |                        |  |  |       |       |
|  | 1 de mayo        |                  | Mini       | 1 |                        |                        |  |  |       |       |
|  |                  | Snow             | 3          |   | Tercer y cuarto puesto | Tercer y cuarto puesto |  |  |       |       |
|  | Flash            | Snow             | 3          | 2 | Tercer y cuarto puesto | Tercer y cuarto puesto |  |  |       |       |
|  | Flash            |                  | 27 de mayo | 2 |                        |                        |  |  |       |       |
|  | Snow             | 3                |            |   |                        |                        |  |  |       |       |
|  | Snow             | 3                | hero       | 3 |                        |                        |  |  |       |       |
|  |                  |                  |            |   |                        |                        |  |  |       |       |
|  | Mini             | 2                |            |   |                        |                        |  |  |       |       |
|  | Mini             | 2                |            |   |                        |                        |  |  |       |       |

La final se llevó a cabo en la Plaza COEX K-POP (COEX K-POP 광장) de Seúl. Resultando campeón el surcoreano Jung Yoon Jong "Rain", quien recibió ₩ 30 000 000 (USD 27 957), de un total de ₩ 58 600 000 (USD 54 611) a repartir.

## aSL season 6

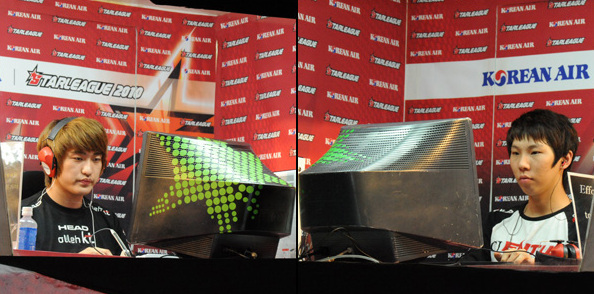
aSL season 6 tuvo mismos finalistas que la Korean Air Starleague 2010, y mismo marcador final.

La temporada 6 del AfreecaTV Starcraft League o AfreecaTV Starcraft League Season 6 (아프리카TV 스타리그 시즌6), fue un torneo fuera de línea transmitido en vivo por AfreecaTV, organizado por Kongdoo y AfreecaTV. Se programaron tres clasificatorios abiertos fuera de línea en Seúl, Gwangju y Busan los días 18, 19 y 20 de agosto de 2018, respectivamente. Se disputó en los mapas Sparkle, Transistor, Gladiator y Third World.
Los progamers clasificados para el evento principal en el FreecUP Studio, fueron los surcoreanos:

 Rain, Snow, Mini, Horang2, BeSt, Shuttle, GuemChi, Stork y Movie

 Flash, Last, Sharp, Sea, Mind, Mong, Rush, Light, ErOs_ByuL

 Shine, MIsO, Jaedong, EffOrt, Killer, Soulkey, Calm, Sacsri y Action.
La ronda grupal de 24 comenzó el domingo 2 de septiembre de 2018 y se transmitió todos los domingos y martes a las 19:00 KST. Los jugadores clasificados fueron repartidos en seis grupos de cuatro competidores cada uno, con sistema de doble eliminación al mejor de uno. Los dos mejores de cada grupo avanzaron a la ronda grupal de 16, allí a estos 12 jugadores se les unieron los cuatro sembrados de la temporada 5, disputándose cuatro grupos de cuatro integrantes cada uno, con sistema de doble eliminación al mejor de uno. De estos grupos avanzaron los dos mejores a los cuartos de final con eliminación directa al mejor de cinco.
|  | Cuartos de final | Cuartos de final |               |   | Semifinales            | Semifinales            |  |  | Final | Final |
|  |                  |                  |               |   |                        |                        |  |  |       |       |
|  | 7 de octubre     |                  |               |   |                        |                        |  |  |       |       |
|  |                  |                  |               |   |                        |                        |  |  |       |       |
|  | Sharp            | 0                |               |   |                        |                        |  |  |       |       |
|  | Sharp            | 0                | 21 de octubre |   |                        |                        |  |  |       |       |
|  | Last             | 3                |               |   |                        |                        |  |  |       |       |
|  | Last             | 3                | Last          | 2 |                        |                        |  |  |       |       |
|  | 9 de octubre     |                  | Last          | 2 |                        |                        |  |  |       |       |
|  |                  | EffOrt           | 3             |   |                        |                        |  |  |       |       |
|  | EffOrt           | EffOrt           | 3             | 3 |                        |                        |  |  |       |       |
|  | EffOrt           |                  | 28 de octubre | 3 |                        |                        |  |  |       |       |
|  | Rain             | 1                |               |   |                        |                        |  |  |       |       |
|  | Rain             | 1                | EffOrt        | 3 |                        |                        |  |  |       |       |
|  | 14 de octubre    |                  | EffOrt        | 3 |                        |                        |  |  |       |       |
|  |                  | Flash            | 2             |   |                        |                        |  |  |       |       |
|  | Action           | Flash            | 2             | 2 |                        |                        |  |  |       |       |
|  | Action           | 23 de octubre    |               | 2 |                        |                        |  |  |       |       |
|  | Shuttle          | 3                |               |   |                        |                        |  |  |       |       |
|  | Shuttle          | 3                | Shuttle       | 0 |                        |                        |  |  |       |       |
|  | 16 de octubre    |                  | Shuttle       | 0 |                        |                        |  |  |       |       |
|  |                  | Flash            | 3             |   | Tercer y cuarto puesto | Tercer y cuarto puesto |  |  |       |       |
|  | Mini             | Flash            | 3             | 0 | Tercer y cuarto puesto | Tercer y cuarto puesto |  |  |       |       |
|  | Mini             |                  | 27 de octubre | 0 |                        |                        |  |  |       |       |
|  | Flash            | 3                |               |   |                        |                        |  |  |       |       |
|  | Flash            | 3                | Last          | 3 |                        |                        |  |  |       |       |
|  |                  |                  |               |   |                        |                        |  |  |       |       |
|  | Shuttle          | 0                |               |   |                        |                        |  |  |       |       |
|  | Shuttle          | 0                |               |   |                        |                        |  |  |       |       |

La final se llevó a cabo en el auditorio principal de la Universidad Yonsei en Seúl. Resultando bicampeón el surcoreano Kim Jung Woo "EffOrt", quien recibió ₩ 30 000 000 (USD 26 893), de un total de ₩ 80 000 000 (USD 71 113) a repartir.

## aSL season 7

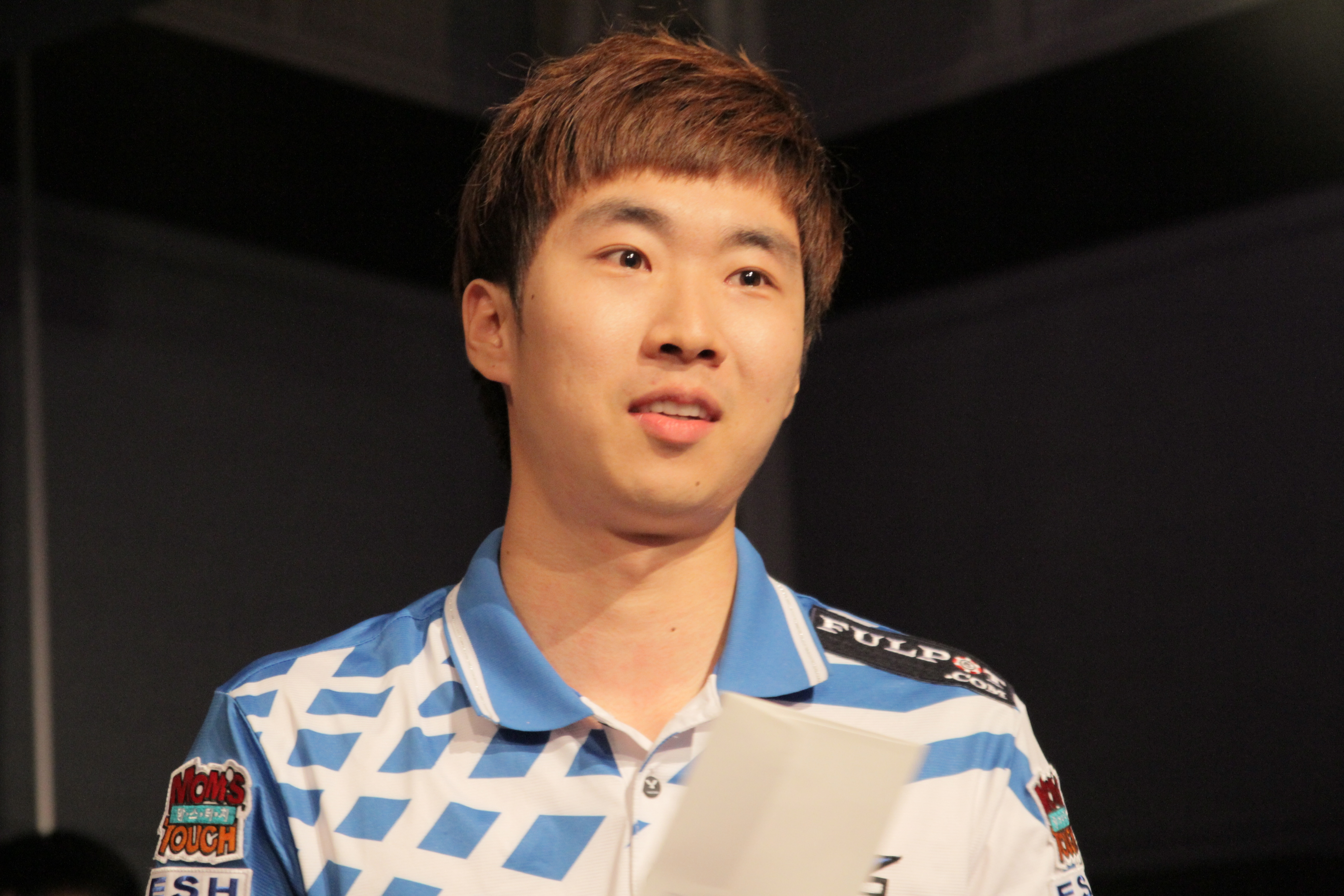
"NaDa" un miembro del Salón de la Fama, estuvo ausente por más de una década de algún torneo premier. Tuvo una partida contra "Larva", donde logró lanzar un nuclear, una estrategia considera de antaño pero electrizante.

La temporada 7 del AfreecaTV Starcraft League o AfreecaTV Starcraft League Season 7 (아프리카TV 스타리그 시즌7), fue un torneo fuera de línea transmitido en vivo por AfreecaTV, organizado por Kongdoo y AfreecaTV. Se programaron tres clasificatorios abiertos fuera de línea en Seúl, Jeonju y Busan los días 5, 6 y 7 de enero de 2019, respectivamente. Se disputó en los mapas Block Chain, Whiteout, Neo Sylphid y Match Point.
Los progamers clasificados para el evento principal en el FreecUP Studio, fueron los surcoreanos:

 Mini, Rain, GuemChi, Snow, Best, Horang2, Tyson

 Last, Sharp, NaDa, Mind, ByuL, JyJ, Tinkle, PianO, Light, Rush, Mong

 EffOrt, Modesty, Sacsri, ZeLoT, ggaemo, Action, Soulkey, Larva, MIsO y Calm.
La ronda grupal de 24 comenzó el 13 de enero de 2019 y se transmitió todos los domingos y martes a las 19:00 KST. Los jugadores clasificados fueron repartidos en seis grupos de cuatro competidores cada uno, con sistema de doble eliminación al mejor de uno. Los dos mejores de cada grupo avanzaron a la ronda grupal de 16, allí a estos 12 jugadores se les unieron los cuatro sembrados de la temporada 6, disputándose cuatro grupos de cuatro integrantes cada uno, con sistema de doble eliminación al mejor de uno. De estos grupos avanzaron los dos mejores a los cuartos de final con eliminación directa al mejor de cinco.
|  | Cuartos de final | Cuartos de final |             |   | Semifinales            | Semifinales            |  |  | Final | Final |
|  |                  |                  |             |   |                        |                        |  |  |       |       |
|  | 23 de febrero    |                  |             |   |                        |                        |  |  |       |       |
|  |                  |                  |             |   |                        |                        |  |  |       |       |
|  | Calm             | 1                |             |   |                        |                        |  |  |       |       |
|  | Calm             | 1                | 3 de marzo  |   |                        |                        |  |  |       |       |
|  | Mini             | 3                |             |   |                        |                        |  |  |       |       |
|  | Mini             | 3                | Mini        | 3 |                        |                        |  |  |       |       |
|  | 24 de febrero    |                  | Mini        | 3 |                        |                        |  |  |       |       |
|  |                  | EffOrt           | 2           |   |                        |                        |  |  |       |       |
|  | EffOrt           | EffOrt           | 2           | 3 |                        |                        |  |  |       |       |
|  | EffOrt           |                  | 17 de marzo | 3 |                        |                        |  |  |       |       |
|  | Mind             | 1                |             |   |                        |                        |  |  |       |       |
|  | Mind             | 1                | Last        | 3 |                        |                        |  |  |       |       |
|  | 26 de febrero    |                  | Last        | 3 |                        |                        |  |  |       |       |
|  |                  | Mini             | 1           |   |                        |                        |  |  |       |       |
|  | Sharp            | Mini             | 1           | 2 |                        |                        |  |  |       |       |
|  | Sharp            | 5 de marzo       |             | 2 |                        |                        |  |  |       |       |
|  | Last             | 3                |             |   |                        |                        |  |  |       |       |
|  | Last             | 3                | Last        | 3 |                        |                        |  |  |       |       |
|  | 27 de febrero    |                  | Last        | 3 |                        |                        |  |  |       |       |
|  |                  | Rain             | 2           |   | Tercer y cuarto puesto | Tercer y cuarto puesto |  |  |       |       |
|  | Rain             | Rain             | 2           | 3 | Tercer y cuarto puesto | Tercer y cuarto puesto |  |  |       |       |
|  | Rain             |                  | 10 de marzo | 3 |                        |                        |  |  |       |       |
|  | Horang2          | 0                |             |   |                        |                        |  |  |       |       |
|  | Horang2          | 0                | EffOrt      | 3 |                        |                        |  |  |       |       |
|  |                  |                  |             |   |                        |                        |  |  |       |       |
|  | Rain             | 0                |             |   |                        |                        |  |  |       |       |
|  | Rain             | 0                |             |   |                        |                        |  |  |       |       |

La final se llevó a cabo en el Salón Olímpico del Parque Olímpico de Seúl. Resultando campeón el surcoreano Kim Sung Hyun "Last", quien recibió ₩ 30 000 000 (USD 26 371), de un total de ₩ 80 000 000 (USD 70 323) a repartir.

## aSL season 8

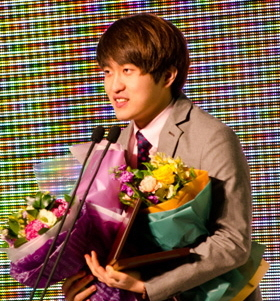
"FlaSh" obtuvo su cuarto título de aSL.

La temporada 8 del AfreecaTV Starcraft League o AfreecaTV Starcraft League Season 8 (아프리카TV 스타리그 시즌8), fue un torneo fuera de línea transmitido en vivo por AfreecaTV, organizado por Kongdoo y AfreecaTV. Para él se programaron tres clasificatorios abiertos fuera de línea en Seúl, Jeonju y Busan los días 15, 16 y 17 de junio de 2019, respectivamente; y se disputó en los mapas Block Chain SE, Multiverse, Neo Ground Zero, Neo Sylphid, New Bloody Ridge, Overwatch y Tripod.
Los progamers clasificados para el evento principal en el FreecUP Studio, fueron los surcoreanos:

 Mini, Horang2, Rain, BeSt, Guemchi, Stork, nOOB, Jaehoon, Snow

 Last, Sharp, FlaSh, Mong, Rush, PianO, JyJ, Ample, Light

 Action, Sacsri, Larva, Soma, Jaedong, MIsO, Soulkey, ZeLoT, Calm y Hyuk.
La ronda grupal de 24 comenzó el 30 de junio de 2019 y se transmitió todos los domingos y martes a las 19:00 KST. Los jugadores clasificados fueron repartidos de acuerdo a sus puntos aSL en seis grupos de cuatro competidores cada uno, con sistema de doble eliminación al mejor de uno. Los dos mejores de cada grupo avanzaron a la ronda grupal de 16, allí a estos 12 jugadores se les unieron los cuatro sembrados de la temporada 7, disputándose cuatro grupos de cuatro integrantes cada uno, con sistema de doble eliminación al mejor de uno en la primera partida y al mejor de 3 en las siguientes. De estos grupos avanzaron los dos mejores a los cuartos de final con eliminación directa al mejor de cinco y al mejor de 7 en la final.
|  | Cuartos de final | Cuartos de final |                 |   | Semifinales            | Semifinales            |  |  | Final | Final |
|  |                  |                  |                 |   |                        |                        |  |  |       |       |
|  | 4 de agosto      |                  |                 |   |                        |                        |  |  |       |       |
|  |                  |                  |                 |   |                        |                        |  |  |       |       |
|  | Last             | 0                |                 |   |                        |                        |  |  |       |       |
|  | Last             | 0                | 20 de agosto    |   |                        |                        |  |  |       |       |
|  | Snow             | 3                |                 |   |                        |                        |  |  |       |       |
|  | Snow             | 3                | Snow            | 3 |                        |                        |  |  |       |       |
|  | 6 de agosto      |                  | Snow            | 3 |                        |                        |  |  |       |       |
|  |                  | Action           | 1               |   |                        |                        |  |  |       |       |
|  | Action           | Action           | 1               | 3 |                        |                        |  |  |       |       |
|  | Action           |                  | 1 de septiembre | 3 |                        |                        |  |  |       |       |
|  | Sharp            | 2                |                 |   |                        |                        |  |  |       |       |
|  | Sharp            | 2                | Flash           | 4 |                        |                        |  |  |       |       |
|  | 11 de agosto     |                  | Flash           | 4 |                        |                        |  |  |       |       |
|  |                  | Snow             | 0               |   |                        |                        |  |  |       |       |
|  | Flash            | Snow             | 0               | 3 |                        |                        |  |  |       |       |
|  | Flash            | 21 de agosto     |                 | 3 |                        |                        |  |  |       |       |
|  | Light            | 1                |                 |   |                        |                        |  |  |       |       |
|  | Light            | 1                | Flash           | 3 |                        |                        |  |  |       |       |
|  | 13 de agosto     |                  | Flash           | 3 |                        |                        |  |  |       |       |
|  |                  | Rain             | 0               |   | Tercer y cuarto puesto | Tercer y cuarto puesto |  |  |       |       |
|  | Rain             | Rain             | 0               | 3 | Tercer y cuarto puesto | Tercer y cuarto puesto |  |  |       |       |
|  | Rain             |                  | 25 de agosto    | 3 |                        |                        |  |  |       |       |
|  | Sacsri           | 0                |                 |   |                        |                        |  |  |       |       |
|  | Sacsri           | 0                | Rain            | 3 |                        |                        |  |  |       |       |
|  |                  |                  |                 |   |                        |                        |  |  |       |       |
|  | Action           | 1                |                 |   |                        |                        |  |  |       |       |
|  | Action           | 1                |                 |   |                        |                        |  |  |       |       |

La final se llevó a cabo en la Sala de conciertos al aire libre del Seoul Children's Grand Park en Seúl. Resultando tetracampeón el surcoreano Lee Young Ho "Flash", quien recibió ₩ 30 000 000 (USD 24 750), de un total de ₩ 80 000 000 (USD 67 340) a repartir.

## Puntos aSL
El 3 de abril de 2017, AfreecaTV dio a conocer sus puntos aSL para la ronda 24 de la aSL 3.ª temporada. Los puntos se calculan en base a los puntajes de la VANT36.5 National Starleague y las temporadas de la aSL, sin contar las preliminares. Se desconoce el método exacto de cálculo de puntos.
Muchas de las posiciones y puntos no se conocen con certeza, ya que sólo son publicados los de los jugadores clasificados a la temporada actual.
A continuación el ranking aSL, con los puntos entre paréntesis:
| ID                         |         | aSL 8     | aSL 7     | aSL 6     | aSL 5     | aSL 4     | aSL 3     |
| -------------------------- | ------- | --------- | --------- | --------- | --------- | --------- | --------- |
| FlaSh (이영호)             | Terran  | 1 (11492) | 1 (-)     | 1 (11412) | 1 (11569) | 1 (8410)  | 1 (4900)  |
| EffOrt (김정우)            | Zerg    | 2 (-)     | 2 (7835)  | 6 (4264)  | 4 (4182)  | 4 (4091)  | 4 (3990)  |
| Last (김성현)              | Terran  | 3 (8037)  | 6 (4486)  | 10 (3319) | 8 (3355)  | 7 (3394)  | 7 (2660)  |
| Rain (정윤종)              | Protoss | 4 (6860)  | 3 (5956)  | 3 (5508)  | 18 (1675) | 23 (750)  | 21 (500)  |
| Bisu (김택용)              | Protoss | 5 (-)     | 4 (-)     | 2 (-)     | 2 (-)     | 3 (4223)  | 6 (3025)  |
| Mini (변현제)              | Protoss | 6 (5029)  | 16 (2811) | 20 (2013) | 28 (570)  | 32 (300)  | 0         |
| Sharp (조기석)             | Terran  | 7 (4847)  | 8 (4276)  | 8 (3640)  | 7 (3712)  | 6 (3569)  | 5 (-)     |
| herO (조일장)              | Zerg    | 8 (-)     | 5 (-)     | 4 (-)     | 3 (4489)  | 10 (2210) | 9 (1900)  |
| Shuttle (김윤중)           | Protoss | 8 (-)     | (-)       | 5 (4682)  | 5 (4091)  | 5 (3990)  | 3 (4100)  |
| Sea (염보성)               | Terran  | 8 (-)     | (-)       | 7 (3807)  | 6 (3897)  | 2 (4330)  | 2 (4225)  |
| Mind (박성균)              | Terran  | 8 (-)     | 10 (3364) | 11 (3183) | 14 (2426) | 18 (1584) | 11 (-)    |
| Snow (장윤철)              | Protoss | 12 (3389) | 11 (3211) | 12 (3013) | 28 (570)  | 32 (300)  | 0         |
| Best (도재욱)              | Protoss | 13 (3379) | 12 (3201) | 13 (3002) | 9 (2780)  | 8 (2755)  | 8 (1950)  |
| Larva (임홍규)             | Zerg    | 14 (3280) | 14 (3089) | (-)       | 11 (2706) | 20 (1340) | 17 (1155) |
| Soulkey (김민철)           | Zerg    | 15 (3083) | 15 (2869) | 15 (2634) | 12 (2593) | 14 (1770) | 28 (300)  |
| Shine (이영한)             | Zerg    | 16 (-)    | (-)       | 14 (2975) | 10 (2750) | 9 (2500)  | 0         |
| JaeDong (이제동)           | Zerg    | 17 (2432) | (-)       | 16 (2449) | 15 (2165) | 13 (1850) | 14 (1500) |
| IamMang (GuemChi) (김승현) | Protoss | 18 (2409) | 19 (2121) | 19 (2024) | 17 (1916) | 12 (-)    | 10 (1810) |
| Mong (윤찬희)              | Terran  | 19 (2275) | 18 (2195) | 18 (2107) | 16 (2008) | 16 (1675) | 20 (750)  |
| Stork (송병구)             | Protoss | 20 (1825) | (-)       | 21 (1922) | 19 (1580) | 21 (1200) | 18 (1000) |
| sSak (최호선)              | Terran  | 21 (-)    | (-)       | (-)       | (-)       | 11 (2175) | 15 (1305) |
| Light (이재호)             | Terran  | 22 (1702) | 22 (1559) | 26 (1178) | 25 (975)  | 23 (750)  | 21 (500)  |
| Action (김성대)            | Zerg    | 23 (1605) | 23 (1450) | 33 (500)  | 0         | (-)       | (-)       |
| Rush (유영진)              | Terran  | 24 (1565) | 24 (1406) | 24 (1230) | 23 (1033) | 22 (815)  | (-)       |
| Calm (김윤환)              | Zerg    | 25 (1513) | 31 (570)  | 38 (300)  | 0         | (-)       | (-)       |
| Horang2 (이경민)           | Protoss | 25 (1513) | 31 (570)  | 38 (300)  | 0         | (-)       | (-)       |
| MisO (Where) (한두열)      | Zerg    | 27 (1370) | 28 (1189) | 28 (989)  | 31 (543)  | 37 (270)  | (-)       |
| free (윤용태)              | Protoss | 28 (-)    | (-)       | (-)       | (-)       | (-)       | 13 (1560) |
| Movie (진영화)             | Protoss | 28 (-)    | (-)       | 27 (1108) | 26 (675)  | (-)       | 21 (500)  |
| jaehoon (김재훈)           | Protoss | 30 (1098) | (-)       | (-)       | (-)       | (-)       | 15 (1305) |
| Killer (BaxteR) (박준오)   | Zerg    | 31 (-)    | (-)       | 29 (900)  | (-)       | 0         | (-)       |
|                            |         | 31 (-)    | (-)       | (-)       | (-)       | (-)       | (-)       |
| Sacsri (이예훈)            | Zerg    | 33 (770)  | 39 (300)  | 0         | (-)       | (-)       | (-)       |
| organ (PianO) 임진묵       | Terran  | 34 (765)  | 41 (295)  | (-)       | (-)       | (-)       | (-)       |
|                            |         | 35 (-)    | (-)       | (-)       | (-)       | (-)       | (-)       |
|                            |         | 36 (-)    | (-)       | (-)       | (-)       | (-)       | (-)       |
|                            |         | 37 (-)    | (-)       | (-)       | (-)       | (-)       | (-)       |
|                            |         | 38 (-)    | (-)       | (-)       | (-)       | (-)       | (-)       |
|                            |         | 39 (-)    | (-)       | (-)       | (-)       | (-)       | (-)       |
|                            |         | 40 (-)    | (-)       | (-)       | (-)       | (-)       | (-)       |
| Ample (Sasin) (김태영)     | Terran  | 41 (395)  | (-)       | (-)       | (-)       | 37 (270)  | (-)       |
|                            |         | 42 (-)    | (-)       | (-)       | (-)       | (-)       | (-)       |
| JyJ (정영재)               | Terran  | 43 (300)  | 0         | (-)       | (-)       | (-)       | (-)       |
| Zelot (서문지훈)           | Zerg    | 43 (300)  | 0         | (-)       | (-)       | (-)       | (-)       |
| Soma (박상현)              | Zerg    | 0         | (-)       | (-)       | (-)       | (-)       | (-)       |
| nOOB (김범수)              | Protoss | 0         | (-)       | (-)       | (-)       | (-)       | (-)       |
| Hyuk (박재혁)              | Zerg    | 0         | (-)       | (-)       | (-)       | (-)       | (-)       |
| ggaemo (김경모)            | Zerg    | (-)       | 37 (364)  | (-)       | (-)       | (-)       | 0         |
| Hiya (구성훈)              | Terran  | (-)       | (-)       | (-)       | (-)       | 29 (365)  | (-)       |
| Lazy (김기훈)              | Protoss | (-)       | (-)       | (-)       | (-)       | 32 (300)  | 0         |
| Sky (하늘)                 | Protoss | (-)       | (-)       | (-)       | 38 (300)  | 0         | (-)       |
| ByuL (930501) (강태완)     | Terran  | (-)       | 39 (300)  | 0         | (-)       | (-)       | (-)       |
| Pusan (박지호)             | Protoss | (-)       | (-)       | (-)       | 40 (270)  | (-)       | 0         |
| NaDa (이윤열)              | Terran  | - (-)     | 0         | (-)       | (-)       | (-)       | (-)       |
| Modesty (김현우)           | Zerg    | - (-)     | 0         | (-)       | (-)       | (-)       | (-)       |
| Tyson (박수범)             | Protoss | - (-)     | 0         | (-)       | (-)       | (-)       | (-)       |
| Tinkle (E.HAZARD) (현지섭) | Terran  | - (-)     | 0         | (-)       | (-)       | (-)       | (-)       |
| yerim2 (김진형)            | Zerg    | - (-)     | (-)       | 0         | (-)       | (-)       | (-)       |
| PURPOSE (문기호)           | Zerg    | - (-)     | (-)       | (-)       | (-)       | (-)       | 0         |
| Hyun (고석현)              | Zerg    | - (-)     | (-)       | (-)       | (-)       | (-)       | 0         |
| FirebatHero (이성은)       | Terran  | - (-)     | (-)       | (-)       | (-)       | 0         | (-)       |

## Sitio web
- AfreecaTV StarCraft League en Liquipedia

- Datos: Q28700158